# Comuna Starovîșnîvețke, Sînelnîkove
Starovîșnîvețke (în ucraineană Старовишнивецьке) este o comună în raionul Sînelnîkove, regiunea Dnipropetrovsk, Ucraina, formată din satele Katrajka, Novopavlohradske, Parne, Starovîșnîvețke (reședința) și Vodeane.

## Demografie
Componența lingvistică a satului Starovîșnîvețke
     Ucraineană (91,44%)
     Rusă (7,19%)
     Alte limbi (0,21%)
Conform recensământului din 2001, majoritatea populației satului Starovîșnîvețke era vorbitoare de ucraineană (91,44%), existând în minoritate și vorbitori de rusă (7,19%).